# 深圳公交高峰48线
深圳公交高峰48线，是从东门晒布天桥开往丽湖花园的晚高峰线路（仅往丽湖花园方向），由深圳巴士集团股份有限公司运营。

## 线路简介
- 深圳公交高峰48线由深圳巴士集团股份有限公司营运。
- 高峰48线从从东门晒布天桥单向开往丽湖花园，全长13.3公里，配车6台，车型为安凯客车HFF6110G64D空调客车；单程行驶时间约为30分钟。
- 服务时间：周一至周五晚高峰17:30-20:00
- 发车间隔：15分钟一班（仅晚高峰营运）

## 途径站点
- 往丽湖花园方向：东门晒布天桥 - 荣超花园④ - 布吉街 - 布吉中学 - 上水径 - 丽湖花园 (6站)

## 历史
- 2012年3月28日，深圳公交高峰48线首次出现于新闻《东门增设公交单边停靠站 开行48号高峰专线》，并在新闻发表后第二日起开行高峰48线。[1]
- 2012年3月29日，深圳公交高峰48线于当日17:30（GMT+8）在东门晒布天桥往丽湖花园方向开行第一班车，东门晒布天桥开出的第一班车为粤B M5841。

## 资料来源
1. ↑  . 深圳特区报. 2012-03-28 （中文（简体））.